# Liga de Campeones de la EHF 2021-22
La Liga de Campeones de la EHF 2021-22 es la 62.ª edición de la máxima categoría a nivel de clubes de balonmano, aunque es la 29.ª edición con la actual nomenclatura.
La temporada 2021-22 viene precedida por el triunfo del FC Barcelona en la edición anterior, siendo el equipo a batir en esta edición del torneo.

## Equipos clasificados
Catorce de los dieciséis equipos que jugaron en la edición de 2020-21 repiten esta temporada, con la excepción del HBC Nantes, que es reemplazado por el Montpellier Handball, y del RK Celje, obteniendo la invitación mediante wild card el Dinamo Bucarest de Xavi Pascual, entrenador que logró levantar la Liga de Campeones con el Barcelona en 2021.
| Grupo A              | Grupo B                |
| -------------------- | ---------------------- |
| THW Kiel             | FC Barcelona           |
| Aalborg HB           | Paris Saint-Germain    |
| Pick Szeged          | MKB Veszprém           |
| Montpellier Handball | Łomża Vive Kielce      |
| Meshkov Brest        | SG Flensburg-Handewitt |
| RK Vardar            | FC Oporto              |
| RK Zagreb            | Dinamo Bucarest        |
| Elverum Handball     | Motor Zaporiyia        |

## Fase de grupos

### Grupo A
| Local \ Visitante    | AAL   | ELV   | MBR   | MON   | SZE   | THW   | VAR   | ZAG   |
| -------------------- | ----- | ----- | ----- | ----- | ----- | ----- | ----- | ----- |
| Aalborg HB           | —     | 32–27 | 34–33 | 36–28 | 34–30 | 35–33 | 33–29 | 31–25 |
| Elverum              | 28–34 | —     | 32–33 | 30–37 | 24–27 | 30–31 | 27–27 | 30–25 |
| Meshkov Brest        | 30–33 | 27–30 | —     | 31–31 | 25–28 | 30–33 | 0–10  | 30–30 |
| Montpellier Handball | 31–33 | 39–32 | 32–26 | —     | 29–29 | 37–30 | 25–28 | 24–23 |
| Pick Szeged          | 31–28 | 30–34 | 28–26 | 29–29 | —     | 30–26 | 34–31 | 30–21 |
| THW Kiel             | 31–28 | 41–36 | 10–0  | 35–26 | 32–32 | —     | 32–30 | 36–28 |
| RK Vardar            | 30–28 | 39–30 | 35–27 | 25–31 | 27–30 | 26–29 | —     | 20–19 |
| RK Zagreb            | 24–34 | 27–27 | 31–24 | 22–25 | 26–24 | 27–28 | 23–22 | —     |

| Pos | Equipo               | PJ | PG | PE | PP | GF  | GC  | Dif | Pts | Calificación              |
| --- | -------------------- | -- | -- | -- | -- | --- | --- | --- | --- | ------------------------- |
| 1.º | Aalborg HB           | 14 | 11 | 0  | 3  | 453 | 410 | +43 | 22  | Avanza a cuartos de final |
| 2.º | THW Kiel             | 14 | 10 | 1  | 3  | 427 | 395 | +32 | 21  | Avanza a cuartos de final |
| 3.º | SC Pick Szeged       | 14 | 8  | 3  | 3  | 412 | 392 | +20 | 19  | Avanza a octavos de final |
| 4.º | Montpellier Handball | 14 | 7  | 3  | 4  | 424 | 409 | +15 | 17  | Avanza a octavos de final |
| 5.º | RK Vardar            | 14 | 6  | 1  | 7  | 379 | 368 | +11 | 13  | Avanza a octavos de final |
| 6.º | Elverum Handball     | 14 | 3  | 2  | 9  | 417 | 449 | -32 | 8   | Avanza a octavos de final |
| 7.º | RK Zagreb            | 14 | 3  | 2  | 9  | 351 | 385 | -34 | 8   | Eliminado                 |
| 8.º | Meshkov Brest        | 14 | 1  | 2  | 11 | 342 | 397 | -55 | 4   | Eliminado                 |

### Grupo B
| Local \ Visitante      | BAR   | DBU   | FLE   | KIE   | MOT   | OPO   | PSG   | VES   |
| ---------------------- | ----- | ----- | ----- | ----- | ----- | ----- | ----- | ----- |
| FC Barcelona           | —     | 36–32 | 29–22 | 30–32 | 36–25 | 38–31 | 30–27 | 35–30 |
| Dinamo Bucarest        | 30–35 | —     | 20–28 | 32–29 | 33–29 | 26–27 | 31–39 | 31–29 |
| SG Flensburg-Handewitt | 21–25 | 37–30 | —     | 25–33 | 34–27 | 26–26 | 27–27 | 30–27 |
| Łomża Vive Kielce      | 29–27 | 34–29 | 37–29 | —     | 33–27 | 39–33 | 38–33 | 32–29 |
| Motor Zaporiyia        | 0–10  | 28–27 | 31–22 | 25–26 | —     | 30–27 | 0–10  | 29–27 |
| FC Oporto              | 33–33 | 31–32 | 28–27 | 29–27 | 10–0  | —     | 30–39 | 23–30 |
| Paris Saint-Germain    | 28–28 | 41–30 | 33–30 | 32–27 | 40–32 | 33–19 | —     | 39–40 |
| MKB Veszprém           | 29–28 | 47–32 | 28–23 | 35–33 | 36–29 | 28–28 | 34–31 | —     |

| Pos | Equipo                 | PJ | PG | PE | PP | GF  | GC  | Dif | Pts | Calificación              |
| --- | ---------------------- | -- | -- | -- | -- | --- | --- | --- | --- | ------------------------- |
| 1.º | Łomża Vive Kielce      | 14 | 10 | 0  | 4  | 449 | 415 | +34 | 20  | Avanza a cuartos de final |
| 2.º | FC Barcelona           | 14 | 9  | 2  | 3  | 420 | 369 | +51 | 20  | Avanza a cuartos de final |
| 3.º | Paris Saint-Germain    | 14 | 8  | 2  | 4  | 452 | 396 | +56 | 18  | Avanza a octavos de final |
| 4.º | MKB Veszprém           | 14 | 8  | 1  | 5  | 449 | 423 | +26 | 17  | Avanza a octavos de final |
| 5.º | FC Oporto              | 14 | 4  | 3  | 7  | 375 | 408 | -33 | 11  | Avanza a octavos de final |
| 6.º | SG Flensburg-Handewitt | 14 | 4  | 2  | 8  | 381 | 401 | -20 | 10  | Avanza a octavos de final |
| 7.º | Dinamo Bucarest        | 14 | 4  | 0  | 10 | 415 | 470 | -55 | 8   | Eliminado                 |
| 8.º | Motor Zaporiyia        | 14 | 4  | 0  | 10 | 312 | 371 | -59 | 8   | Eliminado                 |

## Fase eliminatoria

### Octavos de final
| Equipo 1               | Agr.  | Equipo 2             | Ida   | Vuelta |
| ---------------------- | ----- | -------------------- | ----- | ------ |
| SG Flensburg-Handewitt | 60-57 | SC Pick Szeged       | 25-21 | 35-36  |
| Elverum Håndball       | 60-67 | Paris Saint-Germain  | 30-30 | 30-37  |
| FC Oporto              | 56-64 | Montpellier Handball | 29-29 | 27-35  |
| RK Vardar              | 53-61 | MKB Veszprém         | 22-30 | 31-31  |

### Cuartos de final
| Equipo 1               | Agr.  | Equipo 2          | Ida   | Vuelta |
| ---------------------- | ----- | ----------------- | ----- | ------ |
| MKB Veszprém           | 71-66 | Aalborg HB        | 36-29 | 35-37  |
| Montpellier Handball   | 50-61 | Łomża Vive Kielce | 28-31 | 22-30  |
| Paris Saint-Germain    | 62-63 | THW Kiel          | 30-30 | 32-33  |
| SG Flensburg-Handewitt | 53-60 | FC Barcelona      | 29-33 | 24-27  |

## Final Four
|  | Semifinales       | Semifinales       |                   |        | Final | Final |
|  |                   |                   |                   |        |       |       |
|  | 18 de junio       |                   |                   |        |       |       |
|  |                   |                   |                   |        |       |       |
|  | THW Kiel          | 30                |                   |        |       |       |
|  | THW Kiel          | 30                | 19 de junio       |        |       |       |
|  | FC Barcelona      | 34                |                   |        |       |       |
|  | FC Barcelona      | 34                | FC Barcelona (p.) | 32 (5) |       |       |
|  | 18 de junio       |                   | FC Barcelona (p.) | 32 (5) |       |       |
|  |                   | Łomża Vive Kielce | 32 (3)            |        |       |       |
|  | MKB Veszprém      | Łomża Vive Kielce | 32 (3)            | 35     |       |       |
|  | MKB Veszprém      |                   |                   | 35     |       |       |
|  | Łomża Vive Kielce | 37                |                   |        |       |       |
|  | Łomża Vive Kielce | 37                | 3º Puesto         |        |       |       |
|  |                   |                   |                   |        |       |       |
|  | 19 de junio       |                   |                   |        |       |       |
|  |                   |                   |                   |        |       |       |
|  | THW Kiel (p.)     | 34 (3)            |                   |        |       |       |
|  | THW Kiel (p.)     | 34 (3)            |                   |        |       |       |
|  | MKB Veszprém      | 34 (1)            |                   |        |       |       |

| Liga de Campeones EHF 2021-22 |
| ----------------------------- |
|                               |
| FC Barcelona 11.o Título      |